# 塞加爾恰
塞加爾恰是羅馬尼亞的城鎮，位於該國西南部，距離首府克拉約瓦25公里，由多爾日縣負責管轄，面積116.48平方公里，海拔高度130米，2009年人口8,210，大多數居民信奉東正教。